# Jeff Carlson
Jeffrey Allen Carlson (Long Beach, 23 aprile 1966) è un ex giocatore di football americano statunitense che ha giocato nel ruolo di quarterback nella National Football League (NFL). Al college giocò a football alla Weber State University.

## Carriera professionistica
Carlson fu scelto nel corso del quarto giro (102º assoluto) del Draft NFL 1989 dai Los Angeles Rams. Debuttò nella NFL la stagione successiva con i Tampa Bay Buccaneers con cui passò due annate. L'ultima stagione della carriera la disputò nel 1992 coi New England Patriots in cui disputò tre gare, di cui due come titolare.

## Vittorie e premi
Nessuno

## Statistiche
| Yard passate  | 636  |
| Touchdown     | 2    |
| Intercetti    | 9    |
| Passer rating | 34,1 |